# Silvia Berger
Silvia Berger, avstrijska alpska smučarka, * 7. november 1980, Westendorf, Avstrija.
V edinem nastopu na svetovnih prvenstvih je leta 2005 osvojila enajsto mesto v superveleslalomu. V svetovnem pokalu je tekmovala enajst sezon med letoma 1999 in 2009 ter dosegla tri uvrstitve na stopničke, drugo mesto v veleslalomu in dve tretji v superveleslalomu. V skupnem seštevku svetovnega pokala je bila najvišje na 26. mestu leta 2004, ko je bila tudi osma v superveleslalomskem seštevku.